# Propuesta indecente
Propuesta indecente è un singolo del cantante statunitense Romeo Santos, pubblicato nel 2013 ed estratto dal suo secondo album solista Formula, Vol. 2.

## Tracce
- Download digitale

1. Propuesta indecente - 3:55

## Video
Il video del brano, che conta ben oltre 1 miliardo di visualizzazioni su YouTube, vede la partecipazione della cantante e attrice messicana Eiza González.